# Ceregnano
Ceregnano est une commune italienne de la province de Rovigo dans la région Vénétie en Italie.

## Administration
| Période                                  | Période | Identité | Étiquette | Qualité |
| ---------------------------------------- | ------- | -------- | --------- | ------- |
|                                          |         |          |           |         |
| Les données manquantes sont à compléter. |         |          |           |         |

### Hameaux
Aserile, Borgo Costato, Buso-Braga, Canale, Lama Polesine, Pezzoli, Palà

### Communes limitrophes
Adria, Crespino, Gavello, Rovigo, Villadose